# Dotriakontan
Dotriakontan (CH3(CH2)30CH3) (sumární vzorec C32H66) je uhlovodík patřící mezi alkany, má 32 uhlíkových atomů v molekule.